# Vésigniéit
Vésigniéit je zřídka se vyskytující minerál v třídě fosforečnanů, arseničnanů a příbuzných nerostů; v tomto případě se jedná o zásaditý vanadičnan měďnato-barnatý.
Poprvé jej popsal v roce 1955 Claude Guillemin, ten jej také pojmenoval na počest francouzského sběratele minerálů a zakladatele Francouzské mineralogické společnosti Louise Vésignié (1870–1954).

## Vznik
Jedná se o vzácný sekundární minerál polymetalických rud typu U-V v sedimentech bohatých na sulfidy mědi.

## Vlastnosti
- Fyzikální vlastnosti: Tvrdost 3,5-4, křehký, hustota 4,56 g/cm³, štěpnost perfektní dle {001} a nedokonalá podle {110}, lom je nerovný.
- Optické vlastnosti: Barvu má velmi sytě žlutozelenou. Vryp je světle zelený, lesk skelný. Je neprůhledný.
- Chemické vlastnosti: Složení: Ba 23,20 %, V 17,21 %, Cu 32,21 %, O 27,03 %, H 0,34 %. Ostatní vlastnosti čekají na prozkoumání.

## Výskyt
- Horní Kalná, Česko (povlaky v sedimentech)[1]
- Friedrichsrode, Německo
- Mashamba West Mine, provincie Katanga, Demokratická republika Kongo
- důl Castletown, Skotsko, Velká Británie

## Parageneze
Často v asociaci s volborthitem, malachitem, ťujamunitem, psilomelanem, carnotitem, barytem a kalcitem.

## Využití
Tento minerál je velmi vzácný, zájem o něj jeví tedy především sběratelé. Stále ještě (2019) je předmětem vědeckého zkoumání.